# General Atomics MQ-1C Grey Eagle
El General Atomics MQ-1C Gray Eagle (antes Warrior) es un UAV, con aplicaciones de UCAV, basado en el General Atomics MQ-1 Predator financiado por el Ejército de los Estados Unidos. 

## Historia
En 2002 el ejército estadounidense inició el programa Extended-Range Multi-Purpose UAV, donde el sistema ganador reemplazaría al IAI RQ-5 Hunter. Dos aviones participaron en la competición,  una versión mejorada  RQ-5, y un prototipo del Gray Eagle llamado Warrior. En agosto de 2005, el Ejército anunció al Warrior como ganador y concedió un contrato de 214 millones de dólares para el desarrollo de sistema y las pruebas. El Ejército tiene la intención de comprar 11 sistemas del Gray Eagle, con  12 UAV y cinco estaciones de control de tierra. Con un coste de programa  de  mil millones de dólares, esperan que el avión  sea operacional en 2009.
Inicialmente el Ejército quiso designar al Gray Eagle como MQ-12, pero el Departamento de defensa de los Estados Unidos asignó la designación MQ-1C, se espera que sean operados por la Task Force ODIN en Irak y Afganistán.
En agosto de 2010, el ejército de los Estados Unidos anunció que el MQ-1C se le había asignado oficialmente el nombre de Gray Eagle.
El  3 de septiembre de 2010 , el ejército estadounidense informó de que  la integración del proyectil Hellfire en el Gray Eagle había sido aplicada satisfactoriamente, siendo desplegados en Afganistán 4 sistemas Gray Eagle armados a finales de 2010.

## Diseño
El Gray Eagle tiene una envergadura aumentada respecto al MQ-1 y es impulsado por un motor Thielert  Centurion 1.7; Es un motor diésel de pistón  que al ser alimentado por combustible de avión, da un mejor funcionamiento en altas cotas.
Es capaz de funcionar durante 36 horas en altitudes hasta 7600 m,  con un radio de operaciones de 400 kilómetros. 
Se ha aumentado el espacio del morro para instalar un radar de apertura sintética con un sistema  indicador de movimiento en tierra (SAR-GMTI). La designación de blancos  se efectúa con un sistema de blancos multiespectral (MTS) AN/AAS-52.
El avión puede llevar una carga útil de 360 kg, pudiendo ser armado con misiles AGM-114 Hellfire y bombas guiadas GBU-44.

## Historial operacional
La 1st Infantry Division's combat aviation brigade empleó el Gray Eagle en Irak en junio de 2010.

## Especificaciones técnicas
Referencia datos: Página oficial

### Características generales
- Tripulación: 0
- Longitud: 8 m
- Envergadura: 27 m
- Altura: 2,1
- Peso máximo al despegue: 1451 kg
- Planta motriz: 1×  Thielert Centurion 1.7.
  - Potencia: 135 Cv (100 kW)

### Rendimiento
- Velocidad máxima operativa (Vno):  250 km/h
- Radio de acción: 400 km
- Alcance en combate: 36 h
- Techo de vuelo: 8840 m

### Armamento
- Puntos de anclaje: 4 para cargar una combinación de:    
  - Misiles: 4 AGM-114 Hellfire o 2 AIM-92 Stinger

### Aviónica
- AN/ZPY-1 STARLite Radar

### Desarrollos relacionados
- General Atomics MQ-1 Predator
- MQ-9 Reaper
- General Atomics Avenger

### Aeronaves similares
- BAE Mantis
- Galileo Falco
- Chengdu Xianglong
- TAI Anka

### Secuencias de designación
- Secuencia _Q-_ (Vehículos aéreos no tripulados estadounidenses, 1962-presente): Q-1/C - Q-2 - Q-3 - Q-4/C →

### Listas relacionadas
- Anexo:Vehículos aéreos no tripulados
- Anexo:Aeronaves de la Fuerza Aérea de los Estados Unidos (históricas y actuales)